# Maestro di San Nicolò ai Celestini
Maestro di San Nicolò ai Celestini da Nova (... – fine 1300) è stato un pittore italiano del periodo gotico, attivo nel secondo quarto del XIV secolo a Bergamo e dintorni.

## Biografia
Un artista molto attivo nell'ultimo quarto del Trecento di elevate qualità ma di cui non si conoscono i natali e neppure il nome, viene considerato proprio per le affinità artistiche molto vicino a Pecino da Nova tanto da portare ad associare da qualche critico le due personalità. 
Viene identificato con il nome convenzionale della chiesa di San Nicolò ai Celestini nell'antico borgo di Plorzano di Bergamo dove sono presenti suoi lavori indicati nella realizzazione alla data del 1393.  Questi affreschi sono posti nel transetto destro dell'aula che originariamente era la zona absidale. Questa viene considerata l'opera migliore dell'artista. I Cinque santi: sant'Antonio abate, santo vescovo, santa Caterina d'Alessandria, san Nicola e sa Cristoforo sono posti dentro arcate, finemente dipinte come se fosse un polittico; indicano una raffinata capacità artistica con notevole ricercatezza nella scelta cromatica. Anche le raffigurazioni dei santi sono curate e eleganti, sicuramente vi fu dall'artista particolare cura nell'esecuzione dell'opera. A queste pitture si avvicina il dipinto Vergine col Bambino conservato nel Museo dell'affresco nella sala delle capriate di Bergamo e proveniente dalla basilica mariana cittadina.
La prima opera dell'artista documentata, risale agli anni ottanta del Trecento, per la sagrestia della chiesa di san Francesco, poi strappata e conservata presso la pinacoteca dell'Accademia Carrara di Bergamo, come indicato da un'iscrizione poi perduta che riporta la data del 1382. Gli affreschi raffigurano Madonna col Bambino in trono, san Francesco e santa Caterina d'Alessandria e due devoti. Del medesimo periodo sono le pitture strappate dall'antica chiesa del Monastero Matris Domini raffiguranti una Madonna in trono col Bambino santi e offerente.
Sicuramente riconducibile all'artista è il grande affresco Madonna in trono col Bambino e santi Bartolomeo e Lorenzo e offerente proveniente dalla chiesa di Santa Marta di Bergamo strappato nel 1915 con lo studio di Luigi Angelini e conservato presso la sede della Banca Popolare di Bergamo. Il dipinto fu commissionato da Tommasino fu Bertolus de Zoerlis e doveva essere il decoro della tomba del padre che è raffigurato genuflesso in preghiera. San Bartolomeo, posto alle sue spalle, gli pone la mano destra sul capo in atto di patronato. L'affresco è un'immagine votiva dove i personaggi non sono rappresentanti nelle misure proporzionate, ma secondo una certa gerarchia. Il devoto indossa abiti semplici dai colori pastello, quasi penitenziali paragonati a quelli ricchi dei santi e il suo volto è stato raffigurato in maniera molto realistica: sembra quasi anticipare l'arte dei pittori bergamasca propensa al naturalismo. 
Sempre riconducibili all'artista sono la Madonna col Bambino e angeli, Santa Marta e un devoto e San Marco, Madonna del parto e santa Elisabetta conservati in colleziona nella Banca Popolare di Bergamo.
La pittura a fresco raffigurante San Martino venerato da una monaca, mancante della parte centrale, è conservato presso il museo dell'affresco nel citato palazzo della Ragione, indica che fosse di grandi dimensioni e di ottima realizzazione, come si può rilevare dalla cura con cui l'artista ha dipinto il cavallo bianco centrale alla scena che doveva essere di grande impatto cromatico. La monaca domenicana infatti è genuflessa di fronte al cavallo di grandi dimensioni e carico di dettagli del naturalismo epidermico da riportare l'opera a un ottimo gusto internazionale. La parte rappresentante san Martino di Tours è andata perduta, rimane solo la gamba dove visibile è la scarpa dalla lunghissima punta.